# Battaglia del giorno di San Matteo
La battaglia del giorno di San Matteo (in estone: Madisepäeva lahing), così chiamata per via della celebrazione religiosa dello stesso giorno, fu combattuta presso Viljandi, probabilmente a Vanamõisa, il 21 settembre 1217 nell'ambito della crociata livoniana. Le due fazioni erano composte dai crociati tedeschi (cavalieri portaspada), assistiti dai livoni e i letgalli convertiti contro un'armata formata da circa il doppio degli uomini da tribù differenti dell'Estonia settentrionale radunate e guidate da Lembitu, il quale aveva tentato, a suo tempo, di unire gli estoni. I tedeschi vinsero, nonostante Kaupo, un livone che si era convertito al cristianesimo e che guidava la sua gente, morì. Anche a Lembitu toccò la stessa sorte: gli estoni che non furono uccisi, furono costretti a convertirsi.
Lo scontro fu tra i più importanti della crociata in Estonia.

## Contesto storico
Nel 1217, i crociati tedeschi erano ormai in guerra contro gli estoni da quasi dieci anni. Giunti in Livonia qualche anno prima e dopo aver stabilito come testa di ponte per tutte le loro operazioni successive Riga, i crociati furono in grado di muoversi verso gli estoni dal 1208: al tempo, questi ultimi vivevano nei propri possedimenti sotto la guida di otto esponenti maggiori e sette minori, legati da flebili rapporti di collaborazione. Le regioni di Sakala (attuale contea di Viljandimaa) e Ugaunia (attuali contee di Tartumaa, Valgamaa e parte della soppressa contea di Petseri) avevano dovuto arrendersi nel 1215, ma questo evento non coincise con una risoluzione pacifica dei rapporti. Le tribù locali, infatti si opposero costantemente agli attacchi dei cavalieri e tentarono di accaparrarsi alcune fette di territorio nel nord della Lettonia.
Nei primi mesi del 1217, gli estoni avevano chiesto aiuto a Pskov e a Novgorod e, grazie a queste ultime due potenze, riuscirono a battere i crociati tedeschi ad Otepää e a catturare il forte di Ugandi. Gli estoni volevano prolungare l'alleanza con i russi e, nel mese di agosto, inviarono a tale scopo dei messaggeri a Novgorod. Il nuovo principe di Novgorod, Mstislav Mstislavič, promise che sarebbe giunto con il suo esercito al fianco del principe Vladimir di Pskov. Questa, però, finì per rimanere solo una promessa difficilmente esaudibile, in quanto non vi erano i tempi tecnici per allestire un esercito adeguato. I russi arrivarono in Estonia solo l'anno seguente, nel 1218, e l'esercito era guidato da un altro principe di Novgorod. Nell'agosto del 1217, Lembitu, anziano capo del forte di Lehola, spedì i suoi delegati in tutte le contee estoni, invitando le tribù ad unirsi a lui contro i tedeschi. Si trattava di un momento propizio per riunire un esercito: tutto il grano era stato conservato e le piogge autunnali non erano ancora cominciate, rendendo possibile nutrire più facilmente i cavalli e non dovendo affrontare il freddo delle notti tardo autunnali.
Le prime truppe cominciarono a recarsi sul fiume Navesti durante le prime settimane di settembre. Gli estoni giunsero da varie contee, inclusa quella di Raval, ma tra di esse non figurava Saaremaa. L'assenza di quest'ultima dal campo di battaglia si spiega per il fatto che, al fine di sostenere la fanteria, si scelse di allestire una piccola flotta pronta a partire da Saaremaa per navigare lungo il fiume Daugava ed attaccare Riga. Mancavano all'appello anche gli estoni della contea di Ugandi, in quanto avevano firmato in precedenza un accordo di con i tedeschi ed inoltre avevano agito come alleati dei crociati durante l'assedio del forte di Otepää. Stando alle cronache di Enrico di Livonia, presso il fiume Navesti si erano riuniti circa 6 000 guerrieri estoni. L'armata aspettava l'arrivo dei russi per avviare insieme la campagna militare. Una volta giunta a Riga la notizia che gli estoni stavano allestendo il proprio esercito, i crociati cominciarono a raccogliere le loro forze. Fondamentale risultava anticipare i russi e perciò il 15 settembre 1217, i tedeschi, affiancati dai letgalli e i livoni convertitisi, si riunirono in una zona che Enrico di Livonia descriveva "vicina a Sakala, dove si sono svolti i negoziati e l'esercito ha pregato", a circa 80 km da Viljandi. Un po' per la fretta ed un po' per la paura dei russi, l'esercito crociato raggiunse solo le 3 000 unità. Il comandante ufficiale dell'esercito era il duca di Orlamunde, Albrecht, affiancato nel suo ruolo da Volkwin, gran maestro dell'ordine dei cavalieri portaspada.
Il 19 settembre si mossero anche gli estoni, dopo aver inutilmente atteso per 15 giorni l'arrivo dei russi, per difficoltà legate alla gestione degli accampamenti e per il timore di essere attaccati di sorpresa dai nemici. Nella prima mattinata dello stesso giorno, anche l'esercito crociato partì.

## La battaglia
La mattina del 20 settembre, l'esercito crociato raggiunse una zona in prossimità di Halliste e di Karksi, da dove vennero inviate avanti alcune truppe precedute dagli esploratori. I tedeschi acquisirono così informazioni circa la dimensione dell'esercito ostile e circa il movimento dello stesso nei villaggi vicini. Dalle informazioni acquisite dagli abitanti dei villaggi del sud della contea di Sakala, si riferiva che l'esercito estone era a circa 30-40 km verso nord e che gli esponenti più influenti del posto avevano messo in piedi una rete di messaggeri molto efficace in tutta la contea. Nel tardo pomeriggio del 20, i crociati raggiunsero Viljandi, dove trascorsero la notte.
La mattina seguente, giorno di San Matteo, l'esercito dei crociati raggiunse l'accampamento degli estoni, scoprendo che questi ultimi si erano trasferiti verso sud-ovest, nella regione di Parsti-Vanamoisa. Consapevoli infatti di eventuali imboscate, i locali si spostarono velocemente e raggiunsero una località a circa 20 km da Viljandi e vicino ai villaggi di Risti, tra Vanamõisa e Karuse.
La zona circostante era per lo più coperta da foreste e praterie, piccoli crinali morenici e specchi d'acqua, il maggiore dei quali era il lago Vanamõisa. Questo tipo di paesaggio, difficilmente praticabile dagli equini, avrebbe potuto rendere disagevoli le operazioni dei conquistatori.
L'esercito estone si divise i compiti: l'armata di Sakala, insieme a Lembitu, era pronta a combattere i letgalli; Harjumaa e Laanemaa avrebbero contrastato i livi; la parte rimanente, sperava di combattere i sopravvissuti dopo che gli altri due schieramenti fossero penetrati sui fianchi.
La battaglia iniziò intorno a mezzogiorno del 21 settembre 1217. Gli estoni utilizzarono una strategia simile a quella impiegata nella battaglia di Umera, 7 anni prima: l'esercito attaccò i crociati dalla foresta, in un luogo accuratamente selezionato. La sorpresa però non fu così schiacciante come ad Umera, perché i tedeschi erano in stato di allerta da diversi giorni e si muovevano con cautela.

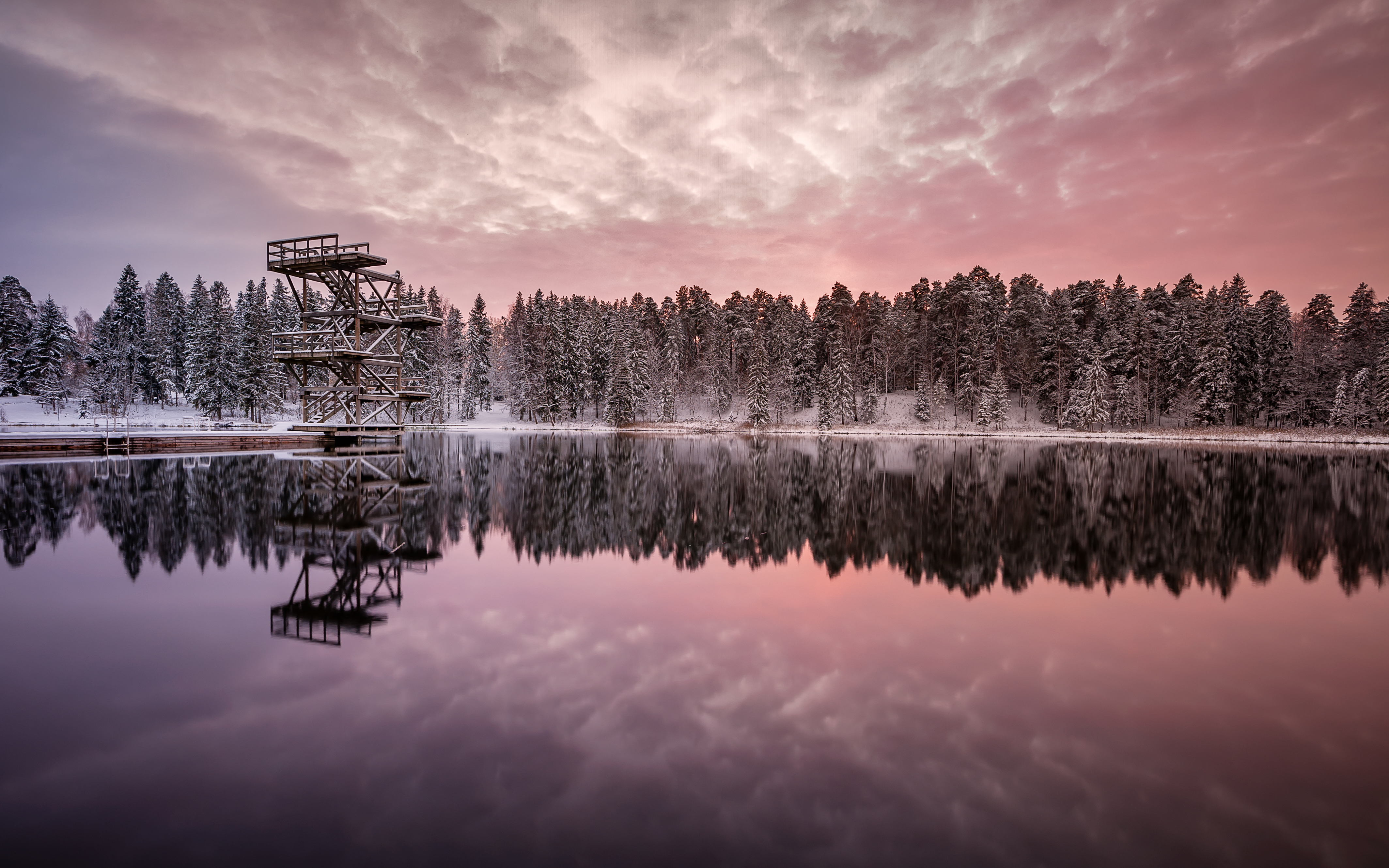
Il lago Vanamõisa in inverno

I crociati si organizzarono con rapidità; i primi attacchi degli estoni colpirono sia i tedeschi che i letgalli. Poiché gli eserciti erano abbastanza vicini l'uno all'altro, gli archi e le balestre non potevano essere utilizzati.
Gli estoni colpirono rapidamente e pesantemente i tedeschi ma, dopo una feroce battaglia, il fronte di attacco degli autoctoni si ruppe e dovette ritirarsi. Allo stesso tempo, gli estoni di Sakala erano occupati a combattere i letgalli. Quando il reparto centrale del fronte estone cedette, i tedeschi si rivoltarono contro gli estoni di Sakala e li attaccarono da più posizioni. Questi ultimi non potevano fare altro che ritirarsi. Nella terza sezione del campo di battaglia, l'esercito estone di Harjumaa e di Laanemaa riuscì in un primo momento a spingere indietro i livoni. Questi, invece di fuggire, raggiunsero i tedeschi e cominciarono a respingere i locali.
La linea estone, alla fine cedette e i crociati cominciarono ad inseguire coloro che erano in ritirata. I cavalieri portaspada si trovarono in una situazione spinosa e dovettero attendere il supporto dei loro alleati: infatti, solo dopo che il resto dell'esercito crociato raggiunse i cavalieri, gli estoni furono infine schiacciati. I superstiti si rifugiarono nelle foreste locali.
Gli estoni persero molti uomini: secondo Enrico di Livonia ne perirono circa 1 000-1 400 I crociati catturarono più di 2 000 cavalli come bottino e uccisero, tra i capi dell'armata baltica, Lembitu; anche i crociati persero molti combattenti, tra cui un altro condottiero delle popolazioni del posto, Caupo di Turaida.
Dopo la battaglia i tedeschi cominciarono a saccheggiare le aree vicine e ripulire il campo di battaglia. Il bottino venne spartito e nel villaggio vennero riuniti gli anziani di Sakala sopravvissuti; tra questi vi era Unnepeve, fratello di Lembitu. Gli anziani decisero di sottomettersi ai crociati tedeschi, i quali presero alcuni ostaggi come garanzia.
I crociati vittoriosi fecero ritorno a casa, mentre i russi non giunsero mai.
Terminò così una delle più grandi battaglie tra i due schieramenti, che inflisse un pesante colpo alla collaborazione tra le contee estoni; nonostante l'importanza, lo scontro non sancì tuttavia la definitiva sconfitta degli estoni, poiché la lotta contro i tedeschi continuò infatti per altri dieci anni.